# Shattered: Inside Hillary Clinton's Doomed Campaign
Shattered: Inside Hillary Clinton's Doomed Campaign («Destrozada: dentro de la campaña maldita de Hillary Clinton» en español) es un libro estadounidense escrito por los periodistas políticos Jonathan Allen y Amie Parnes sobre la fallida campaña presidencial de 2016 de Hillary Clinton. El libro fue publicado el 18 de abril de 2017 por Crown Publishing Group y tiene como objetivo determinar por qué Clinton perdió las elecciones ante Donald Trump. Es una continuación del trabajo de 2014 de los mismos autores,  HRC: State Secrets and the Rebirth of Hillary Clinton, e hizo uso de muchos de sus numerosos contactos dentro de los círculos de Clinton. Shattered pasó dos semanas en la lista de los más vendidos de The New York Times.

## Contenido
El libro se basa principalmente en entrevistas con el personal de la campaña de Clinton que los autores realizaron durante un año y medio. Entre sus afirmaciones se encuentran que algunos confidentes de Clinton intentaron que Robby Mook fuera despedido como su director de campaña y que Huma Abedin apuntó a personas que hacían críticas constructivas a la campaña. Otra fue que Bill Clinton estaba alarmado por la caída del apoyo a su esposa entre los votantes blancos de la clase obrera, pero que sus preocupaciones no fueron atendidas por el personal de campaña.
Además de eso, su equipo de campaña tuvo grandes dificultades para convencer a los votantes de su autenticidad mediante lemas y temas de campaña eficaces. No supieron aprender de las campañas de Bernie Sanders y Donald Trump, que se dirigieron con éxito a los millennials y a las personas descontentas con la situación económica del Rust Belt. Un tema recurrente es también el fracaso de la campaña a la hora de obtener datos de sondeos de opinión actualizados, centrándose en su lugar en analistas menos costosos. Además, el libro señala que la interacción personal del personal de campaña con Hillary Clinton fue limitada y esporádica y que ella principalmente se mantuvo distante y alejada de la planificación estratégica de la campaña del día a día.

## Reacción crítica
En una reseña favorable para The New York Times, Michiko Kakutani describió Shattered como «convincente». David Shribman, en una reseña para The Globe and Mail, escribió que el libro «...proporciona una paleta de detalles nítidos detrás de las noticias y detrás de escena de una campaña que, en retrospectiva, parece destinada al fracaso, y fracasar estrepitosamente».
Ron Elving de NPR dijo que el libro explica efectivamente una paradoja de Clinton: «La Clinton que vemos aquí parece excepcionalmente calificada para el cargo más alto y, sin embargo, muy inadecuada para ganarlo. Algo sobre su naturaleza, en sus mejores y peores momentos, continuamente la inhibe. Su lucha por escapar de su caricatura sólo contribuye a ello».

## Respuesta del personal de campaña
Allen y Parnes afirman que la campaña de Clinton se vio empañada por tensiones y disputas internas, lo que algunos miembros del personal de campaña han negado. Tras la publicación del libro, algunos empleados publicaron fotografías de momentos alegres de la campaña con subtítulos sarcásticos. Christa Reynolds, quien se desempeñó como subdirectora de comunicaciones de la campaña de Clinton, cuestionó las caracterizaciones de la campaña que hace el libro y escribió en una publicación de blog:

...después de pasar la mayor parte de la campaña viendo a algunas personas cuestionar el entusiasmo y a nuestros seguidores, es difícil leer una descripción de la campaña que muestre a un equipo dedicado y cohesionado como mercenarios con motivos cuestionables que carecían de lealtad hacia una candidata descrita como 'imperial' y retirada de la campaña. Simplemente no se trata de la campaña, el personal o la candidata con los que estuve en las trincheras durante 18 meses.

En respuesta, la autora Parnes dijo que ella y Allen «[nos mantenemos firmes en] nuestros informes» y que las fotografías publicadas por el personal de la campaña no eran inconsistentes con la descripción que el libro hace de la campaña en su totalidad.

## Serie de televisión planeada
En 2017, se informó que TriStar Television había optado por el libro para una serie limitada. Sin embargo, no se han producido novedades sobre el proyecto desde su anuncio inicial.